# نتريد الصوديوم
 نتريد صوديوم  مركب كيميائي اصطنع حديثا، ً له الصيغة Na3N، وهو مركب غير ثابت، وهو من نتريدات الفلزات القلوية، والتي هي مركبات نادرة حيث أن النتريد المعروف لفلز قلوي آخر هو نتريد الليثيوم Li3N.

## التحضير
حضر مركب نتريد الصوديوم أول مرة عام 2002 وذلك من قبل البروفيسور مارتن يانسن والباحث ديتر فيشر في معهد ماكس بلانك لأبحاث الجسم الصلب في شتوتغارت. تمت العملية بتوليد حزم ذرية منفصلة من كل من الصوديوم والنيتروجين تحت الفراغ، ثم بإجراء عملية تموضع مشترك على ركازة من الياقوت الأزرق (السفير) مبردة بالنيتروجين السائل.

## الخواص
- يتحول نتريد الصوديوم إلى شكل بلوري عند التسخين إلى درجة حرارة الغرفة، ثم يتفكك إلى عناصره بالوصول إلى 87°س.
- يشير التحليل باستخدام انعراج الأشعة السينية إلى أن البنية البلورية للمركب معاكسة لأكسيد الرينيوم ReO3، أي أن ست أيونات من الصوديوم تتوضع على الزوايا وذرة صوديوم في منتصف ثماني الوجوه.
- مركب نتريد الصوديوم غير ثابت على الإطلاق، فمن المستحيل تحضيره دون التبريد لدرجات حرارة منخفضة.